# بیلتمور فریست (کارولینای شمالی)
بیلتمور فریست (به انگلیسی: Biltmore Forest) شهری در ایالت کارولینای شمالی کشور ایالات متحده آمریکا است که جمعیت آن در سرشماری سال ۲۰۱۰ میلادی، ۱٬۳۴۳ نفر بوده‌است.